# PIXE
PIXE, een acroniem van het Engelse Particle Induced X-ray Emission of ook Proton Induced X-ray Emission, is een nucleaire analysetechniek waarbij men elementen en isotopen identificeert door een materiaal met hoogenergetische geladen deeltjes te beschieten en de geproduceerde röntgenstraling te analyseren.
De gebruikte deeltjes zijn vaak protonen. Wanneer een proton een atoom raakt, kan het gebeuren dat een elektron uit een van de onderste schillen uit het atoom wordt geslagen. Het ontstane "gat" zal zeer snel worden opgevuld door een van de elektronen uit de hogere schillen, die welgedefinieerde energieverschillen hebben met de schil waar het elektron uit is geslagen. Deze energie wordt bij dit verval uitgezonden als elektromagnetische straling die in dit geval doorgaans röntgenstraling is. Men kan vervolgens de energie van de vrijkomende straling meten en uit het spectrum daarvan afleiden wat het beschoten materiaal is geweest: iedere isotoop heeft een eigen spectrum van karakteristieke straling.
De techniek is niet-destructief: hoewel de inkomende protonen ook kernreacties kunnen aangaan, is de schade doorgaans zo gering dat deze niet van belang is. Het te analyseren monster wordt vaak in een vacuüm geplaatst, maar metingen bij atmosferische druk zijn ook mogelijk. De techniek wordt daarom vaak gebruikt bij kunstvoorwerpen of in andere gevallen waarin de monsters niet of moeilijk vervangbaar zijn. In tegenstelling tot de meeste chemische technieken of technieken als massaspectrometrie hoeft men niet een deel van het monster op te offeren om het te kunnen analyseren.
Het is mogelijk de protonenbundel zodanig nauwkeurig te richten dat deze slechts op een zeer klein en nauwkeurig te bepalen deel van het monster terechtkomt. Met deze zogeheten microPIXE-techniek kan men ook een scan maken van de plaatselijke samenstelling van het materiaal.
De gebruikte protonenbundel kan worden geproduceerd door een cyclotron, maar vaak wordt een lineaire versneller zoals een pelletron of een Van de Graaffversneller gebruikt.